# Глостър (окръг, Ню Джърси)
Окръг Глостър (на английски: Gloucester County) е окръг в щата Ню Джърси, Съединени американски щати. Площта му е 873 km², а населението – 292 330 души (2016). Административен център е град Удбъри.